# Rostokino (stanice Moskevského centrálního okruhu)
Rostokino (rusky Ростокино) je stanice na Moskevském centrálním okruhu. Na této stanici je možné přestoupit na stejnojmennou zastávku na jaroslavském směru Moskevské železnice, která by měla být v budoucnu součástí linky MCD-5.

## Charakter stanice
Stanice Rostokino se nachází ve stejnojmenné čtvrti mezi úrovňovým křížením Moskevského centrálního okruhu s Prospektem Mira (Проспект Мира) a  jaroslavského směru Moskevské železnce.
Stanice disponuje jedním ostrovním nástupištěm. U jižní hrany nástupiště zastavují vlaky jedoucí ve směru hodinových ručiček, u severní hrany zastavují vlaky, které jedou opačným směrem. Stanice disponuje dvěma vchody do vestibulu z obou stran železnice, jsou laděny do bílé a červené barvy.
Plánuje se vybudování dopravně-přestupního uzlu, který by měl být zprovozněn v roce 2018. V souvislosti s tím se přesune zastávka Severjanin o 600 metrů na jih a vznikne podzemní průchod mezi oběma druhy dopravy.